# Alexander Nasmyth (Maler)

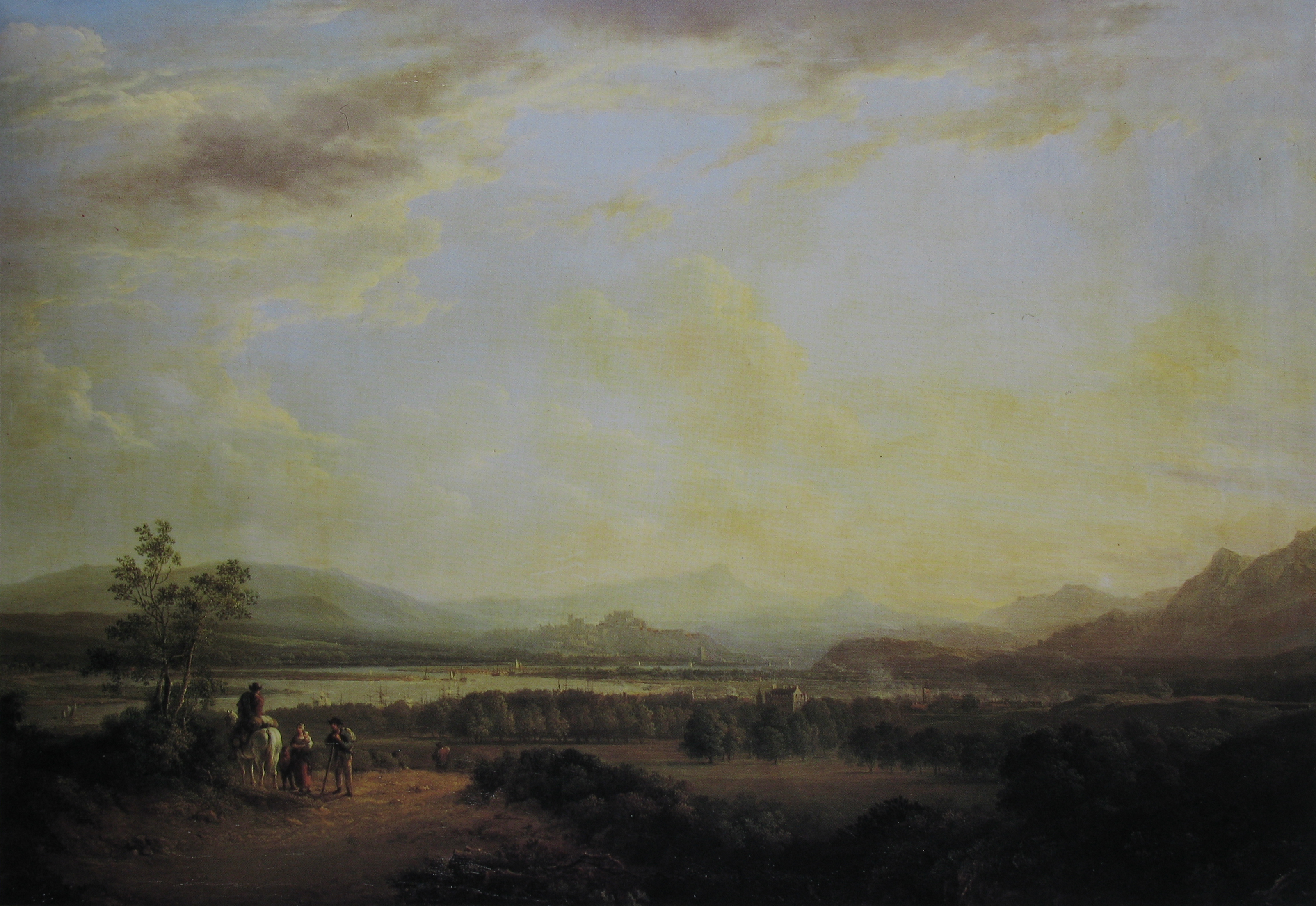
Blick auf die Stadt Stirling am River Forth.

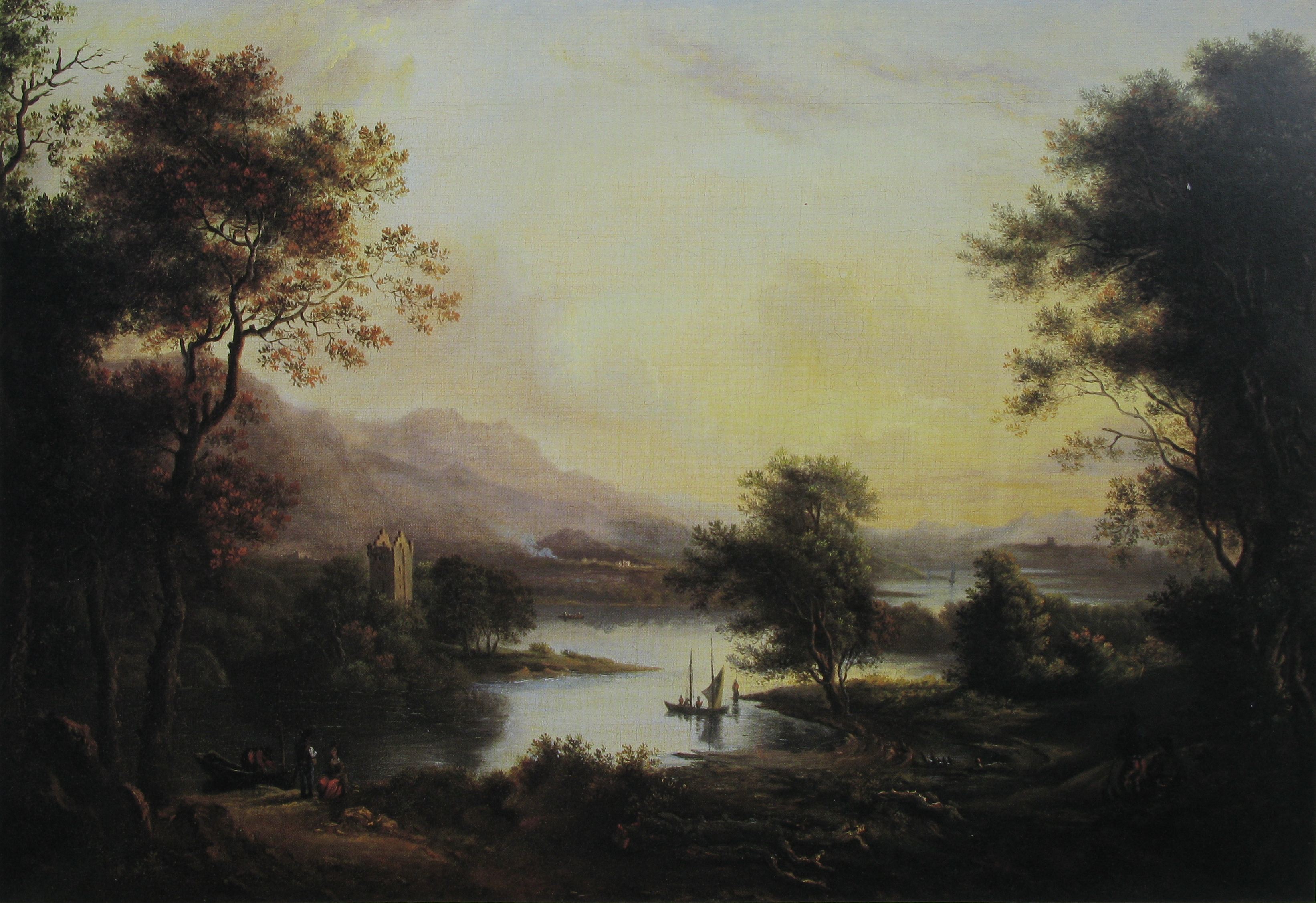
Highland-Szenerie

Alexander Nasmyth (* 9. September 1758 in Edinburgh; † 10. April 1840 ebenda) war ein schottischer Porträt- und Landschaftsmaler, der als Begründer der traditionellen schottischen Landschaftsmalerei gilt.

## Leben
In früher Jugend war Nasmyth in einer Stellmacherei beschäftigt und verzierte Kutschen mit heraldischen Motiven. Dort wurde der damals 16-Jährige von dem schottischen Maler Allan Ramsay entdeckt, der ihn mit nach London nahm und ihn ausbildete. Nach beendetem Studium ließ sich Nasmyth 1778 in Edinburgh als Porträtmaler nieder. Die Unterstützung seines Gönners Patrick Miller ermöglichte ihm 1782 eine Studienreise nach Italien, wo er sich zwei Jahre lang aufhielt.
In den Jahren nach seiner Rückkehr eröffnete Nasmith in Edinburgh eine florierende Malschule, die mehrere seiner Töchter als Lehrer beschäftigte. Zu den Schülern gehörten so bekannte Künstler wie William Leighton Leitch und David Roberts.  Unter anderem schuf Nasmith in dieser Zeit ein exzellentes Gemälde des schottischen Schriftstellers und Poeten Robert Burns, dessen Vertrauter er war. Schwierigkeiten machte ihm seine offenkundige liberale politische Einstellung, die seine adligen Förderer veranlasste, ihm keine Aufträge mehr zukommen zu lassen. So sah er sich in seinen späten Jahren mehr oder weniger gezwungen, das Schwergewicht auf die Landschaftsmalerei zu legen, und er scheute sich auch nicht, die Gestaltung von Bühnenbilder für Theateraufführungen zu übernehmen.
Alexander Nasmyths beste Arbeiten stammen aus dem ersten Viertel des 19. Jahrhunderts. Er war Mitglied in vielen Kunstvereinigungen und hegte ein reges Interesse an den Wissenschaften und der Architektur; so entwarf er zum Beispiel das wie ein Rundtempel gestaltete Pumphaus für den St Bernard’s Brunnen in Stockbridge, Edinburgh. Sein jüngster Sohn James Nasmyth war ein erfolgreicher Ingenieur, Unternehmer und Erfinder des Dampfhammers. Seine sechs Töchter Jane, Barbara, Margaret, Elizabeth, Anne und Charlotte genossen als Malerinnen lokales Ansehen, aber es war sein ältester Sohn Patrick Nasmyth (1787–1831), der als Maler eine ähnliche Reputation wie sein Vater hatte.